# Inbördeskriget i Rwanda
Inbördeskriget i Rwanda var en väpnad konflikt i Rwanda mellan landets regering och rebellgruppen Rwandiska patriotiska fronten (RPF). Konflikten pågick under åren 1990–1994 och resulterade i seger för RPF. Konflikten kulminerade under våren och sommaren 1994 när Rwandas regering genomförde ett folkmord på landets tutsibefolkning. 

## Bakgrund
Inbördeskriget var ett resultat av långvarig konflikt mellan Rwandas två dominerande folkgrupper, hutuer och tutsier. Under perioden av belgiskt kolonialstyre 1922–1962 favoriserades minoritetsgruppen tutsierna av den belgiska kolonialmakten och tutsierna gavs ledande poster inom förvaltningen vilket resulterade i förtryck och diskriminering mot hutuerna, som utgjorde en majoritet av landets befolkning. I november 1959 ledde missnöjet bland hutubefolkningen till en revolt som resulterade i att den siste monarken, Kigeri V Ndahindurwa, störtades och hutuerna tog makten. När Rwanda sedan blev självständigt 1962 var det som en republik där makten dominerades av hutuerna, som snart började förtrycka och diskriminera tutsiminoriteten som hämnd för flera decennier av förtryck. Förtrycket fortsatte under decennierna som följde och uppemot 150 000 tutsier flydde till grannländerna, i synnerhet till Uganda. 1987 bildade dessa den väpnade gruppen Rwandiska patriotiska fronten (RPF).

## Kriget
Den 1 oktober 1990 gick RPF över gränsen från Uganda till Rwanda och påbörjade en invasion som syftade till att sätta press på Rwandas huturegering om att dela makten med tutsierna. Det gick dock illa för RPF, som nästan besegrades helt av den rwandiska regeringsarmén. Under ledning av Paul Kagame drog sig de kvarvarande RPF-styrkorna upp i Virungabergen där de omgrupperade och ordnade förstärkningar. Därefter bytte RPF taktik och började istället rikta in sig på gerillakrigföring. Under åren som följde bedrev RPF ett gerillakrig mot den rwandiska armén utan att någon av sidorna lyckades bringa konflikten till ett avgörande. I takt med att kriget drog ut på tiden hamnade dock den rwandiska huturegeringen under ledning av Juvénal Habyarimana under allt hårdare press om att förhandla om fred med RPF. I februari 1993 gick RPF till ny offensiv och avancerade ca 30 km in i landet. Detta tvingade slutligen regeringen i Kigali till förhandlingsbordet. I februari 1993 slöts en skör vapenvila mellan regeringen och RPF och genom Arushaöverenskommelsen 1993 tvingades Habyarimana införa flerpartisystem i Rwanda. I samband med detta inrättade även FN en fredsbevarande styrka, UNAMIR, som skulle säkerställa att vapenvilan upprätthölls och medverka till att förhandlingar om ett permanent fredsavtal kom till stånd.

## Folkmordet

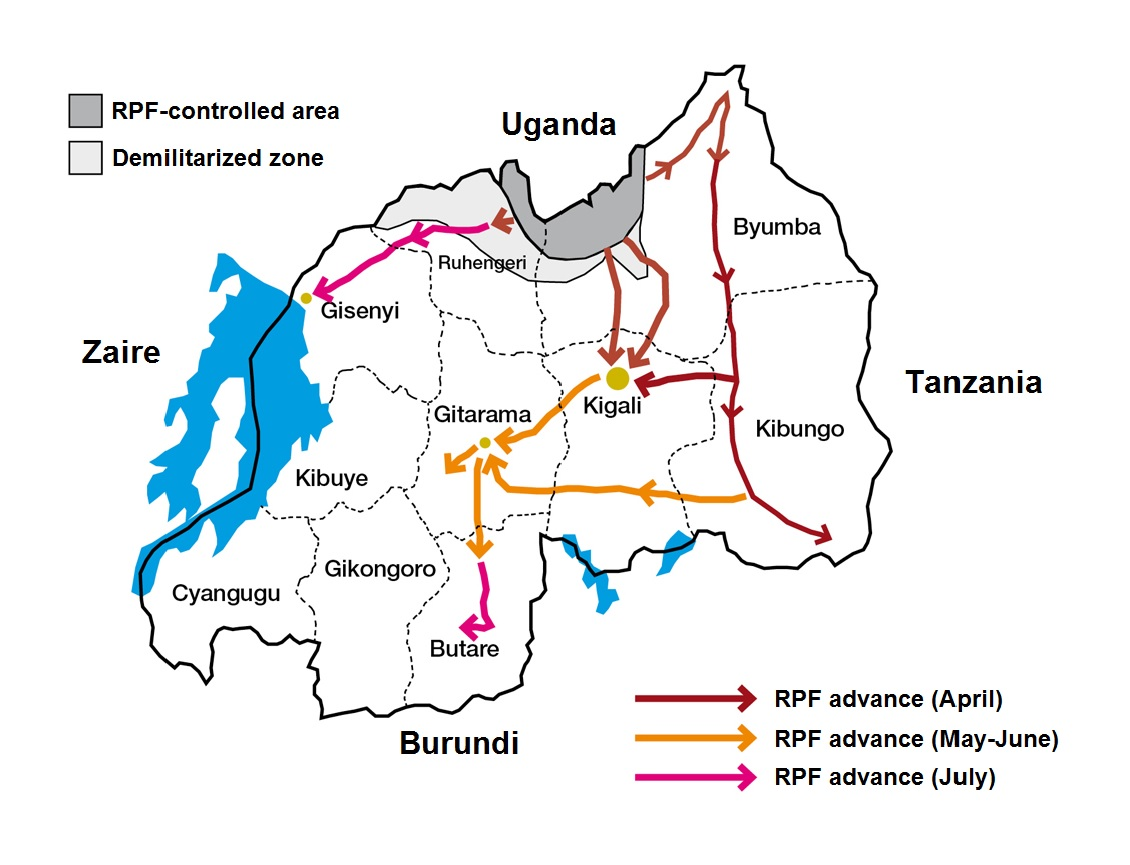
Karta över Rwanda som visar RPF:s framryckningar under folkmordet 1994

Vapenvilan mellan regeringen och RPF bröts den 6 april 1994 då Habyarimanas privata flygplan sköts ner över huvudstaden Kigali. Ombord på planet fanns även grannlandet Burundis president Cyprien Ntaryamira; samtliga ombord omkom. Detta blev startskottet på vad som har gått till historien som folkmordet i Rwanda där hutuextremister inom den rwandiska regeringen, polisen och militären tillsammans med milisgrupper som Interahamwe och Impuzamugambi mördade uppemot 800 000 människor under en period på ca 100 dagar, främst tutsier men även landets twaminoritet och hutuer som motsatte sig folkmordet drabbades. Allt medan detta pågick valde FN att dra tillbaka huvuddelen av sina fredsbevarande styrkor från landet.

## Krigets slutskede
När vapenvilan bröts i början av april 1994 utbröt återigen strider mellan RPF och regeringsarmén. Nu hade emellertid RPF betydande framgångar och i början av juli intog RPF Kigali. Senare under juli hade RPF intagit huturegeringens sista fästen i området vid gränsen till Zaire och hade därmed säkrat kontrollen över landet. RPF har sedan dess suttit vid makten i Rwanda. Den tidigare gerillaledaren Paul Kagame är Rwandas president sedan år 2000.